# Plangia deminuta
Plangia deminuta är en insektsart som beskrevs av Griffini 1908. Plangia deminuta ingår i släktet Plangia och familjen vårtbitare. Inga underarter finns listade i Catalogue of Life.